# 保戸島橋

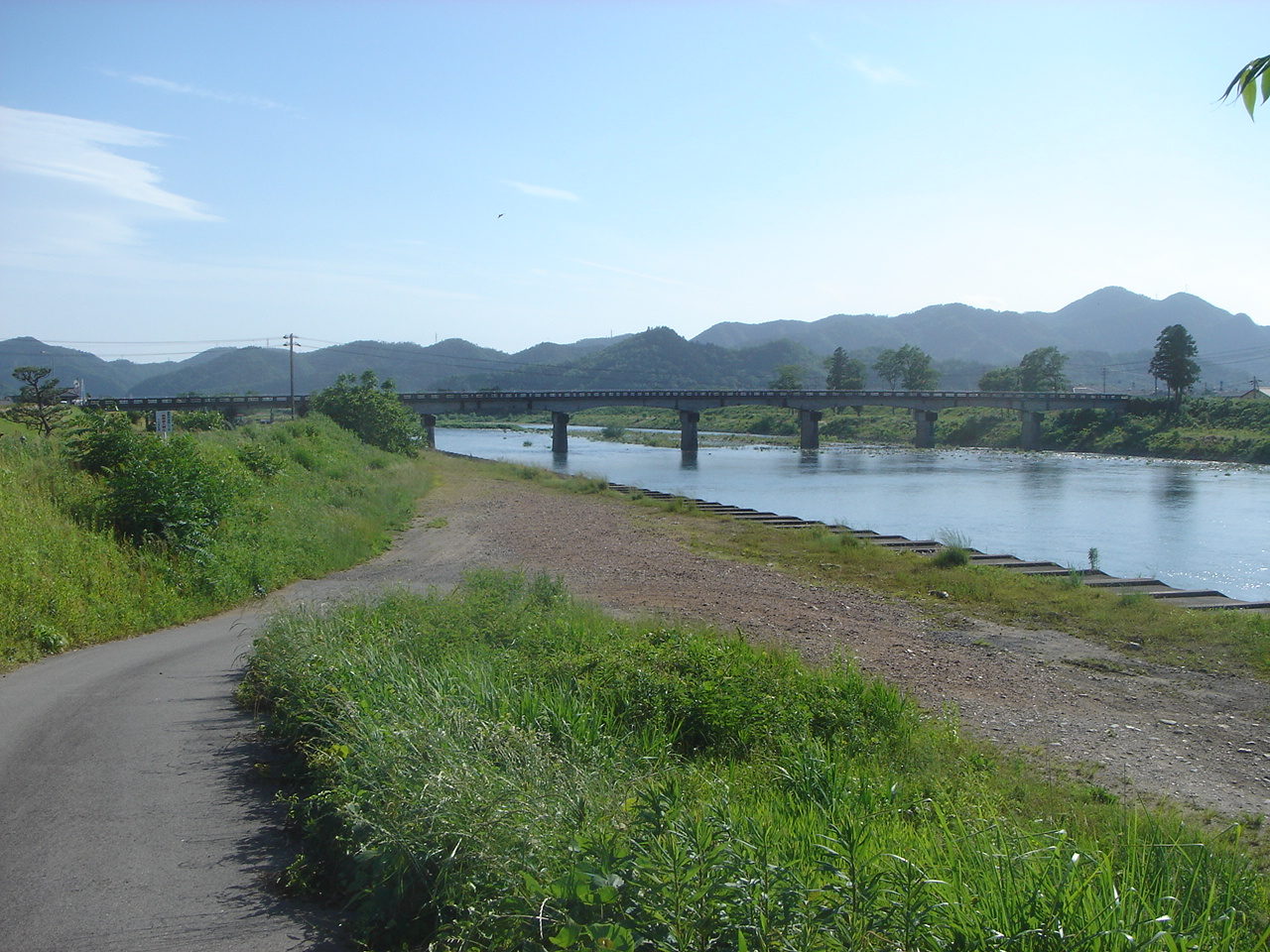
上流(今川橋)側から2007年撮影

保戸島橋（ほとじまばし）は、岐阜県関市の今川（長良川の支流）にかかる市道の橋である。
長良川は関市千疋で、西側の本流の長良川と東側の支流の今川に分流する。本流の長良川が岐阜市と関市の境となる。
長良川本流と今川に挟まれた島は「保戸島」といい、地名では関市戸田、側島、保明に該当する。
2019年（平成31年）1月15日より期間未定で車の通行規制が行われている。歩行者および自転車は通行可能。

## 概要
- 供用開始：1935年（昭和10年）
- 延長： 168.0m[2][要出典]
- 幅員： m
- 橋梁形式：鋼I型橋
- 所在地：岐阜県関市下白金 - 関市保明

## その他
- 上流にある今川橋との間は、500m程しかない。

## 隣の橋
- 今川（長良川支流）

（上流）  - 千疋大橋 - 今川橋 - 保戸島橋 - 藍川橋 - （下流）